# Samfaina

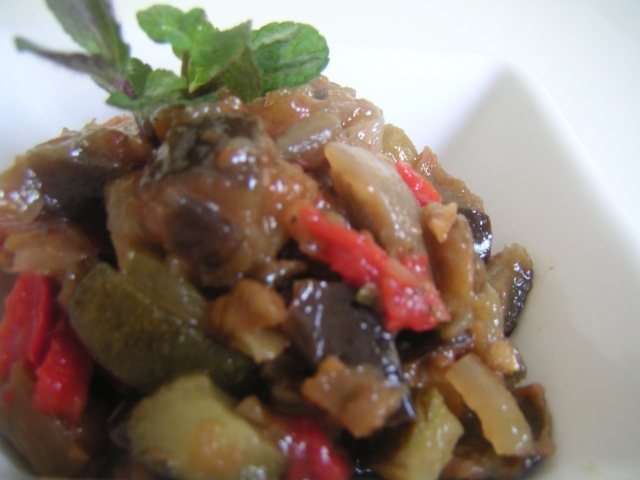
Samfaina

Samfaina (również: sanfaina, chanfaina i xamfaina) – gęsta katalońska potrawa, przygotowywana z pomidorów, bakłażanów, papryki, cukinii, cebuli i czosnku duszonych na oliwie. Podawana jest w wersji bardzo gęstej jako sos (np. do drobiu, jagnięciny czy suszonego dorsza) lub mniej gęstej jako wegetariański gulasz. Bywa też stosowana jako nadzienie do cannelloni lub ravioli. 
Samfaina jest daniem podobnym do francuskiego ratatouille, nie wiadomo jednak, która z potraw powstała jako pierwsza – Katalończycy wcześniej niż Francuzi zaczęli używać pomidorów, cukinii i papryki, nie jest więc wykluczone, że to samfaina zainspirowała powstanie francuskiej potrawy.